# 2024 w literaturze
Wydarzenia literackie w 2024 roku.

## Wydarzenia
- Rok 2024 ogłoszono rokiem Zygmunta Miłkowskiego, Melchiora Wańkowicza, Czesława Miłosza, Witolda Gombrowicza, Kazimierza Wierzyńskiego i Marka Hłaski[1].

## Proza beletrystyczna i literatura faktu

### Język polski
- Robert F. Barkowski – Siemowit. Nieustępliwy (cykl: Przodkowie, tom 3) (Bellona (wydawnictwo))[2]
- Robert F. Barkowski – Siemowit. Zagubiony (cykl: Przodkowie, tom 2) (Bellona (wydawnictwo))[3]
- Bartek Biedrzycki – Godar pod niebem obojętnego bawołu (Stalker Books)
- Anna Brzezińska – Mgła (Wydawnictwo Literackie)[4]
- Beata Chomątowska – Miasto Dzieci Świata (Wydawnictwo Czarne)[5]
- Sylwia Chutnik – Dintojra (Wydawnictwo „Znak”)[6]
- Anna Dziewit-Meller – Juno (Wydawnictwo Literackie)[7]
- Katarzyna Grochola – Wyluzuj, kobieto! (Wydawnictwo Literackie)[8]
- Wioletta Grzegorzewska – Tajni dyrygenci chmur (Wydawnictwo W.A.B.)[9]
- Kamil Łysik – Mrok Hannowaldu (Wydawnictwo Emocje)[10]
- Anna Rybakiewicz – Do końca moich dni (Wydawnictwo Filia)[11]
- Andrzej Stasiuk – Rzeka dzieciństwa (Wydawnictwo Czarne)[12]
- Marek Stelar
  - Ptasznik (Wydawnictwo Filia)[13]
  - Czarna wdowa (Wydawnictwo Filia)[14]
- Szczepan Twardoch – Powiedzmy, że Piontek (Wydawnictwo Literackie)[15]
- Krzysztof Varga – Ostrygi i kamienie. Opowieść o Normandii, Bretanii i Pikardii (Wydawnictwo Czarne)[16]
- Marek Zychla – Strychnica (Wydawnictwo Mięta)[17]

### Tłumaczenia
- James Baldwin – Następnym razem pożar, przeł. Mikołaj Denderski (Wydawnictwo Karakter)[18]
- Thomas Bernhard – 38 opowiadań, przeł. Sława Lisiecka i in. (Wydawnictwo Od Do)[19]
- Italo Calvino – Nasi przodkowie, przeł. Barbara Sieroszewska (Państwowy Instytut Wydawniczy; pierwsze wydanie w jednym tomie i pod jednym tytułem)[20]
- Martín Caparrós – Echeverría, przeł. Katarzyna Okrasko (ArtRage)[21]
- Louis-Ferdinand Céline, Wojna, przeł. Anna Wasilewska (Państwowy Instytut Wydawniczy)[22]
- Bora Chung – Sny umarłych, przeł. Dominika Chybowska-Jang (Kwiaty Orientu)[23]
- John Maxwell Coetzee – Polak (Pole) przeł. Aga Zano (Społeczny Instytut Wydawniczy „Znak”)[24]
- Claudia Durastanti – Obca (La straniera), przeł. Tomasz Kwiecień (Wydawnictwo Czarne)[25]
- Gabriel García Márquez – Widzimy się w sierpniu (En agosto nos vemos), przeł. Carlos Marrodán Casas (Muza)[26]
- William Faulkner – Gdy leżę, konając, przeł. Jacek Dehnel (Wydawnictwo Znak)[27]
- Abdulrazak Gurnah – Nad morzem (By the sea), przeł. Kaja Gucio (Wydawnictwo Poznańskie)[28]
- Ernest Hemingway – Rajski ogród, przeł. Ewa Borówka (Wydawnictwo Marginesy)[29]
- Ernest Hemingway – Wyspy na Glofsztromie, przeł. Jakub Jedliński (Wydawnictwo Marginesy)[30]
- Jon Fosse – Białość (Kviteik), przeł. Iwona Zimnicka (ArtRage)[31]
- Eugenia Kuzniecowa – Drabina (Драбина), przeł. Iwona Boruszkowska (Wydawnictwo „Znak”)[32]
- Patrick Leigh Fermor – Między lasem a wodą, przeł. Dorota Kozińska, Ewa Krasińska (Wydawnictwo Próby)[33]
- Kanako Nishi – Oczy, nosy, usta, brwi, przeł. Anna Wołcyrz (Wydawnictwo Tajfuny)[34]
- Grace Paley – Małe ludzkie zawirowania. Opowiadania zebrane, przeł. Monika Adamczyk-Garbowska (W. A. B.)[35]
- Sylvia Plath – Johnny Panika i Biblia Snów oraz inne opowiadania, przeł. Aga Zano (Wydawnictwo Marginesy)[36]
- George Saunders, Dzień wyzwolenia, przeł. Michał Kłobukowski (Wydawnictwo Znak)[37]
- Clemens J. Setz – Pociecha rzeczy okrągłych, przeł. Agnieszka Kowaluk (Wydawnictwo Filtry)[38]
- Tan Twan Eng – Dom Drzwi (The House of Doors), przeł. Agata Ostrowska (Wydawnictwo Poznańskie)[39]
- Yakov Z. Mayer(inne języki) – Nechemia (Nehemiah), przeł. Magdalena Sommer (Wydawnictwo Literackie)[40]

## Eseje, szkice i felietony

### Tłumaczenia
- Adrienne Rich – Eseje zebrane. Kultura, polityka i sztuka poezji, przeł. Kaja Gucio (Wydawnictwo Karakter)[41]
- Susan Sontag – Co ważne, przeł. Dariusz Żukowski (Wydawnictwo Karakter)[42]

## Prace naukowe i biografie

### Język polski
- Jerzy Jarniewicz – Frotaż. Szkice o literaturze anglojęzycznej (Ossolineum)[43]
- Amy Licence – Artystyczne kręgi, miłosne trójkąty : Virginia Woolf i grupa Bloomsbury (Living in squares, loving in triangles), przeł. Aleksandra Kamińska (Znak Litera Nova)[44]
- Agnieszka Wójtowicz-Zając – Ocaleć. Proza Magdaleny Tulli (Instytut Badań Literackich Polskiej Akademii Nauk)[45]

## Zmarli
- 2 stycznia – Brian Lumley, angielski pisarz, autor horrorów (ur. 1937)
- 10 stycznia – Terry Bisson, amerykański pisarz s-f i fantasy (ur. 1942)
- 23 stycznia – Alwida Antonina Bajor, publicystka, dziennikarka, pisarka, tłumaczka, autorka sztuk teatralnych (ur. 1942)
- 24 stycznia – N. Scott Momaday, amerykański pisarz, poeta i dramaturg pochodzenia indiańskiego (ur. 1934)
- 25 stycznia – Batszewa Dagan, izraelska poetka, psycholog i pedagog pochodząca z Polski (ur. 1925)
- 31 stycznia – Jan Adam Borzęcki, poeta, prozaik, krytyk literacki i dziennikarz (ur. 1952)
- 2 lutego:
  - Marian Pilot, polski pisarz, dziennikarz i scenarzysta filmowy (ur. 1936)
  - Christopher Priest, brytyjski pisarz, autor powieści fantastycznych (ur. 1943)
- 10 lutego – Günter Brus, austriacki malarz, performer, grafik i poeta (ur. 1938)
- 24 lutego – Brian Stableford, brytyjski pisarz fantastyki, tłumacz i krytyk literacki (ur. 1948)
- 25 lutego – Jerzy Jarzębski, polski krytyk i historyk literatury (ur. 1947)
- 1 marca – Akira Toriyama, japoński mangaka (ur. 1955)
- 3 marca – Edward Bond, brytyjski dramaturg (ur. 1934)
- 15 marca – Tomasz Łubieński, polski literat (ur. 1938)
- 16 marca – Ernest Bryll, polski poeta, pisarz, dziennikarz i tłumacz (ur. 1935)
- 20 marca ― Vernor Vinge, amerykański pisarz science fiction (ur. 1944)
- 22 marca – Alek Popow, bułgarski pisarz (ur. 1966)
- 23 marca – Leszek Długosz, polski poeta, kompozytor, kawaler Orderu Orła Białego (ur. 1941)
- 24 marca – Marjorie Perloff, amerykańska poetka, krytyczka i literaturoznawczyni (ur. 1931)
- 26 marca – Leszek Bugajski, polski krytyk literacki, publicysta (ur. 1949)
- 2 kwietnia:
  - John Barth, amerykański pisarz (ur. 1930)
  - Maryse Condé, francuska pisarka i literaturoznawczyni gwadelupskiego pochodzenia (ur. 1934)
- 14 kwietnia – Zbigniew Mikołejko, polski filozof i historyk religii, eseista, poeta, pedagog (ur. 1951)
- 16 kwietnia – Dmytro Kapranow, ukraiński wydawca, pisarz, publicysta (ur. 1967)
- 30 kwietnia – Paul Auster, amerykański pisarz, eseista, tłumacz oraz scenarzysta i reżyser filmowy (ur. 1947)
- 6 maja – Bernard Pivot, francuski krytyk literacki, dziennikarz, prezenter, członek Académie Goncourt (ur. 1935)
- 9 maja:
  - Shirley Conran, brytyjska pisarka (ur. 1932)
  - Philip Tagg, brytyjski muzykolog, pisarz, pedagog (ur. 1944)
- 13 maja – Alice Munro, kanadyjska pisarka, laureatka Nagrody Nobla (ur. 1931)
- 18 maja – Ja’el Dajan, izraelska polityczka, działaczka społeczna, pisarka (ur. 1939)
- 23 maja – Caleb Carr, amerykański historyk wojskowości, dziennikarz i pisarz (ur. 1955)
- 26 maja – Marianna Olkowska, polska poetka, malarka i pisarka (ur. 1945)
- 11 czerwca – Alberts Bels, łotewski pisarz (ur. 1938)
- 17 czerwca – Anders Bodegård, szwedzki slawista, tłumacz literatury polskiej oraz francuskiej (ur. 1944)
- 20 czerwca – Andrzej Mularczyk, polski pisarz, scenarzysta filmowy, autor reportaży i słuchowisk (ur. 1930)
- 30 czerwca – Wacław Panek, polski muzykolog, publicysta, pisarz, dziennikarz (ur. 1948)
- 1 lipca – Ismail Kadare, albański pisarz (ur. 1936)
- 5 lipca – Stanley Moss, amerykański poeta, wydawca i marszand (ur. 1925)
- 11 lipca – Edward Redliński, polski prozaik, dramatopisarz, reporter (ur. 1940)
- 12 lipca – Tonke Dragt, holenderska pisarka fantasy (ur. 1930)
- 25 lipca – Patricia Shaw, australijska powieściopisarka (ur. 1928)
- 26 lipca – Arvo Valton, estoński pisarz, poeta, scenarzysta i krytyk literacki (ur. 1935)
- 27 lipca – Edna O'Brien, irlandzka pisarka i poetka (ur. 1930)
- 4 sierpnia – Jeremy Strong, brytyjski pisarz, twórca literatury dla dzieci i młodzieży (ur. 1949)
- 15 sierpnia – Andrzej Strąk, polski poeta, scenograf, reżyser, autor piosenek i działacz kulturalny (ur. 1952)
- 30 sierpnia – Daniela Hodrová, czeska powieściopisarka i badaczka literatury (ur. 1946)
- 11 września – Michał Sobelman, polsko-izraelski tłumacz literatury hebrajskiej (ur. 1953)
- 15 września – Iljas Churi, libański prozaik, krytyk literacki, publicysta i intelektualista (ur. 1948)
- 17 września – Nelson DeMille, amerykański pisarz (ur. 1943)
- 22 września – Peter Andruška, słowacki poeta, powieściopisarz, nowelista (ur. 1943)
- 30 września – Andrzej Makowiecki, polski pisarz, reporter, podróżnik, scenarzysta (ur. 1938)
- 5 października – Robert Coover, amerykański pisarz postmodernistyczny (ur. 1932)
- 10 października – Fleur Adcock, angielska poetka pochodzenia nowozelandzkiego (ur. 1934)
- 15 października – Leszek Szaruga, polski poeta, prozaik, eseista, tłumacz (ur. 1946)
- 24 listopada – Breyten Breytenbach, południowoafrykański pisarz, poeta, dramaturg, malarz (ur. 1939)

## Nagrody
- Paszport „Polityki” w kategorii „Książka” – Jacek Świdziński za Festiwal
- Nagroda Literacka Gdynia - Grzegorz Bogdał (proza), Wojciech Kopeć (poezja) Marta Baron-Milian	(esej), Iwona Zimnicka (przekład)[46]
- Nagroda Kościelskich - Aleksandra Tarnowska za powieść Wniebogłos[47]
- Nagroda Literacka im. Witolda Gombrowicza – Grzegorz Bogdał za Idzie tu wielki chłopak[48]